# Trio avec piano (Ravel)
 (février 2025).
Le Trio en la mineur M.67 est une pièce pour piano, violon et violoncelle composée par Maurice Ravel en avril-août 1914 à Saint-Jean-de-Luz, avant que le musicien ne soit engagé volontaire à compter de mars 1915 dans la Première Guerre mondiale.

## Liminaire
Cette pièce fait partie des grands trios du XXe siècle avec le Trio avec piano no 2 de Dmitri Chostakovitch de 1944 ou celui de Gabriel Fauré, op. 120 de 1923.

## Création
Il est dédié à André Gedalge et publié en 1915 par les éditions Durand et Cie à Paris. Le manuscrit original se trouve actuellement à l'université Austin au Texas.
La création eut lieu le 28 janvier 1915 à Paris lors d'un concert donné salle Gaveau par Alfredo Casella au piano, Gabriel Willaume au violon et Louis Feuillard au violoncelle.

## Composition
Le trio comporte quatre mouvements et son exécution dure environ trente minutes. Le premier mouvement reprend un thème basque, sur un rythme inspiré par celui du zortziko. Le second mouvement se réfère à une forme poétique orientale, le pantoum, avec deux thèmes en alternance.
- Modéré
- Pantoum
- Passacaille
- Final

## Postérité
- Le premier mouvement a été utilisé intensément pour la bande son du film de Claude Sautet Un cœur en hiver, sorti en 1992.

- Le troisième mouvement a été utilisé dans le film Birdman, dirigé par Alejandro González Iñárritu.

## Discographie
Trio Talweg : Sébastien Surel, violon ; Eric-Maria Couturier, violoncelle ; Romain Descharmes, piano (label NoMadMusic NMM054)
Trio Dali : Vineta Sareika, violon ; Christian-Pierre La Marca, violoncelle ; Amandine Savary, piano (juillet 2008, Fuga Libera FUG547)